# Langstroth-Beute

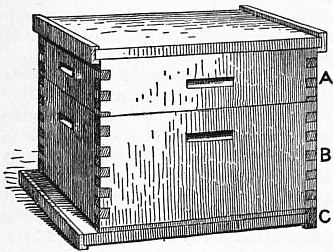
Langstroth-Beute
A-Honigraumzarge
B-Brutraumzarge
C-Boden

Die Langstroth-Beute (englisch: Langstroth hive) ist eine Behausung für Honigbienen in der Imkerei. Schon 1852 von Lorenzo Langstroth in den Vereinigten Staaten patentiert, gilt sie als die Urform der Magazinbeute. Heute ist sie im Vergleich zum Originalpatent meist abgewandelt und eine der weltweit meistverwendeten Bienenstöcke. Anders als im deutschen Sprachraum, versteht man im Englischen „Langstroth hive“ als Überbegriff für alle Magazinbeuten.

## Beschreibung
Eine wichtige Eigenschaft der Langstroth-Beute ist die international normierte Einhaltung des Bienenabstands (englisch bee space). In seiner Patentschrift von 1852 beschreibt Langstroth einen Abstand von ca. 3/8 Inch (0,9 cm).
Heute wird der Bienenabstand mit 7 mm ± 2 mm angegeben. Bei einem korrekten Abstand der Rähmchen zueinander und zu allen Außenflächen der Beute von 7 mm (± 2 mm), bleiben sie beweglich (Mobilbau). Bei weniger als 5 mm Abstand verkitten die Bienen mit Propolis, bei mehr als 9 mm Abstand verbauen sie mit Wachs.
Wie jede Magazinbeute besteht auch die Langstroth-Beute zum größten Teil aus Zargen. Das sind viereckige Kästen, die oben und unten offen sind, in welche die Rähmchen gehängt werden. Unter den Zargen ist ein Boden, der ein Flugloch enthält. Außerdem haben manche dieser Böden eine Windel als ein herausziehbares Brett, mit dem nach unten gefallene Reste aus dem Bienenvolk untersucht werden können. Über der obersten Zarge liegt der Innendeckel, der zur Isolierung dient. Ganz oben ist noch ein Außendeckel als Wetterschutz angebracht.
Damit die Königin nicht im Honigraum ihre Eier legen kann, wird in der Imkerei ein Absperrgitter als Trennung zwischen Brut- und Honigraum verwendet. Dieses können nur Arbeiterinnen durchqueren, jedoch nicht die Königin und die Drohnen.

### Ausführungen
Eine wichtige Unterscheidung bei Langstroth-Beuten ist die Höhe der Zargen. Die beiden häufigsten Varianten sind dabei die Ganzzarge mit einer Höhe von 232 mm und die 2/3 Flachzarge mit einer Höhe von 159 mm. Ihre Breite ist normiert und bei allen Langstroth-Beuten gleich, sie beträgt 448 mm. Üblicherweise fassen die Zargen 10 Rähmchen. Es gibt abweichende Formate, die etwa nur 8 pro Zarge fassen. Die Langstroth-Beute mit 10 Rähmchen pro Zarge ist kompatibel mit der modifizierten Dadant-Beute.

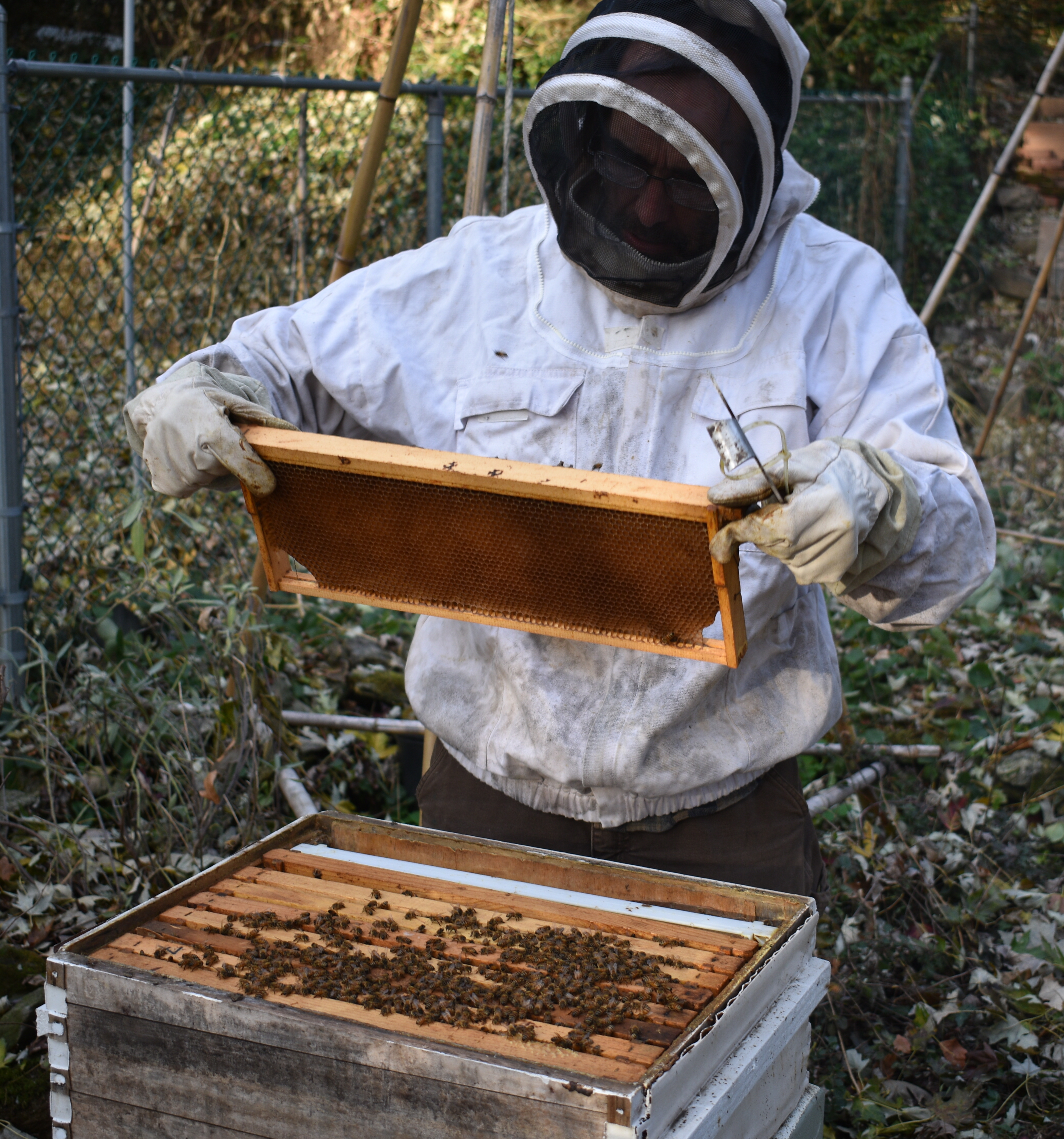
Imker im Vollschutzanzug an einer Langstroth-Beute
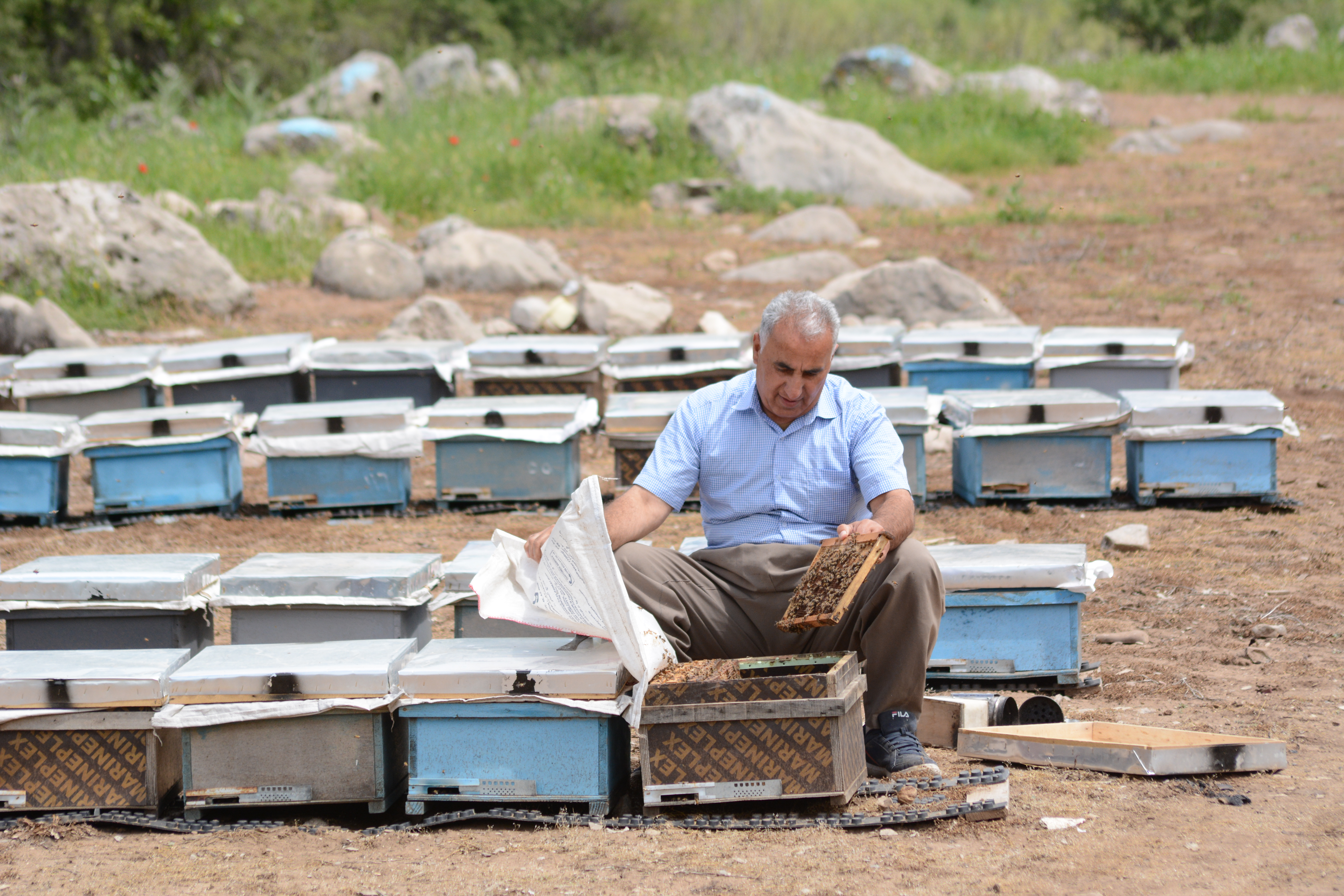
Imker mit Langstroth-Beuten

| Typ            | Höhe (innen, außen) | Länge (innen) | Breite (innen) | Volumen (innen) |
| -------------- | ------------------- | ------------- | -------------- | --------------- |
| Jumbo (Dadant) | 294 mm              | 465 mm        | 375 mm         | 51 l            |
| Standard       | 241 mm              | 465 mm        | 375 mm         | 42 l            |
| Medium         | 168 mm              | 465 mm        | 375 mm         | 29 l            |
| Flach          | 146 mm              | 465 mm        | 375 mm         | 25 l            |
| Halb           | 119 mm              | 465 mm        | 375 mm         | 20 l            |

## Eigenschaften
Die Eigenschaften der Langstroth-Beute ähneln denen der meisten Magazinbeuten. Dies sind zum Beispiel mobile Waben und die Tatsache, dass Eingriffe ins Bienenvolk von oben vorgenommen werden. Deshalb sind sie Oberbehandlungsbeuten.
Langstroth-Beuten, die nur aus Flachzargen zusammengestellt sind, haben einen mehrfach geteilten Brutraum, der auch das  Brutnest teilt.